# 옥순로
옥순로(Oksun-ro)는 전라남도 곡성군 석곡면 능파리 능파사거리와 전북특별자치도 순창군 순창읍 대정교차로 를잇는 도로이다.

## 주요 경유지
전라남도
- 곡성군 (오산면 . 옥과면 . 겸면)

전북특별자치도
- 순창군 (풍산면 . 순창읍)

## 노선
| 이름                   | 접속 노선      | 소재지 | 소재지                    | 비고                                          |
| ---------------------- | -------------- | ------ | ------------------------- | --------------------------------------------- |
| 오산 교차로            | 오산로         | 곡성군 | 오산면                    | 국도 제15호선, 국가지원지방도 제15호선과 중복 |
| 황산교                 |                | 곡성군 | 옥과면                    | 국도 제13호선과 중복                          |
| 황산교                 |                | 곡성군 | 옥과면                    | 국도 제13호선과 중복                          |
| 황용교                 |                | 곡성군 | 옥과면                    | 국도 제13호선과 중복                          |
| 용두 교차로            | 용두길         | 곡성군 | 옥과면                    | 국도 제13호선과 중복                          |
| 리문 교차로 (이문교)   |                | 곡성군 | 옥과면                    | 국도 제13호선과 중복                          |
| 죽림삼거리             | 대학로         | 곡성군 | 옥과면                    | 국도 제13호선과 중복                          |
| 계산1교                | 곡순로         | 곡성군 | 옥과면                    | 국도 제13호선과 중복                          |
| 계산1교                | 겸면           | 곡성군 |                           | 국도 제13호선과 중복                          |
| 평장삼거리             |                | 곡성군 | 국도 제27호선과중복       |                                               |
| 무창 교차로 (무창육교) | 입면로 죽림5길 | 곡성군 | 국도 제27호선과중복       | 옥과면                                        |
| 옥과천교               |                | 곡성군 |                           | 옥과면                                        |
| 주산 교차로 (주산육교) | 배감길         | 곡성군 |                           | 옥과면                                        |
| 우치고개지하차도       |                | 곡성군 |                           | 옥과면                                        |
|                        | 순창군         | 풍산면 |                           |                                               |
| 덕산 교차로 (덕산IC교) | 순창군         | 풍산면 | 풍산로                    |                                               |
| 반월2교                | 순창군         | 풍산면 |                           |                                               |
| 반월1교                | 순창군         | 풍산면 |                           |                                               |
| 풍산 교차로 (풍산IC교) | 순창군         | 풍산면 | 지방도 제730호선 (금풍로) |                                               |
| 용내교                 | 순창군         |        | 순창읍                    |                                               |
| 대정교                 | 순창군         |        | 순창읍                    |                                               |
| 대정 교차로            | 순창군         | 곡순로 | 순창읍                    |                                               |
| 순창로와 직결          |                |        |                           |                                               |

## 주요 건물 및 시설
- 미니스톱 순창중앙병원점 (옥순로 101/가남리 507-13)